# Versa (torrente Lombardia)
Il Versa è un torrente lungo circa 30 km, affluente di destra del fiume Po, che scorre tra le province di Pavia e, limitatamente a un breve tratto nei pressi della fonte, Piacenza.

## Origini del nome
Il torrente veniva indicato anche con i toponimi Versula, Anversa e Aversa. Secondo alcune ipotesi il toponimo Versa potrebbe significare storto oppure rivolto a settentrione, mentre, secondo altre congetture, esso potrebbe derivare dall'espressione riversare ai lati sulle sponde, la quale potrebbe essere vista come un riferimento alle forti piene che caratterizzano il corso d'acqua.

## Percorso
Il torrente Versa nasce tra Canevino e Moncasacco, sul confine tra i comuni di Colli Verdi e Alta Val Tidone, sul confine tra le province di Pavia e Piacenza, che, per un breve tratto, è rappresentato dallo stesso corso d'acqua.
In seguito, il torrente entra definitivamente in provincia di Pavia lambendo le pendici della collina sulla cui cima è posizionato il centro di Canevino. Superato il territorio comunale di Colli Verdi, il Versa bagna il territorio di Volpara ricevendo da destra le acque del rio Scarabelli il quale, a sua volta, aveva beneficiato dell'apporto idrico del rio Pasqua immediatamente a valle del capoluogo comunale. In questo tratto il Versa segna il confine tra i comuni di Volpara, sulla sponda destra e Montecalvo Versiggia, sulla sponda sinistra, poi tra Golferenzo, dal cui territorio riceve l'apporto idrico del rio Goretta, e Montecalvo, prima di attraversare Santa Maria della Versa, che è l'unico capoluogo comunale della val Versa ad essere situato nel fondovalle.
Immediatamente a valle del centro mariese il Versa riceve le acque del rio Rugolato. Nei pressi di Begoglio, frazione di Santa Maria della Versa, riceve da sinistra il contributo del torrente Versiggia, il principale dei suoi affluenti, che ha la sua fonte a Cuccagna-Cerchiara, nel comune di Montecalvo Versiggia e che nel suo percorso disegna un ampio semicerchio prima della confluenza. Poco dopo, dai territori comunali di Castana e Montescano, arriva il rio Rile, altro affluente di sinistra. Da qua il torrente segna il confine tra Montù Beccaria, sulla sponda destra, e Montescano e Canneto Pavese sulla sponda opposta, dalla quale riceve il contributo del rio Vergombera. Nel tratto vallivo il Versa percorre una zona particolarmente dedita alla viticoltura, inserita all'interno della zona DOC e DOCG dell'Oltrepò Pavese.
Dopo aver formato diverse anse, il Versa entra nella pianura Padana nei pressi di Stradella attraversando la città e venendo sorpassato dalla ex strada statale 10 Padana Inferiore. Superata la cittadina, il torrente scorre all'interno del proprio conoide su formazioni sabbioso-argilloso-limose, per poi entrare nel materasso alluvionale e confluire nel Po nei pressi di Portalbera.

## Affluenti
- Torrenti in sinistra idrografica:
Torrente Versiggia (nasce a Cuccagna-Cerchiara, nel comune di Montecalvo Versiggia e scorre inizialmente in una valle laterale parallela alla vallata principale per, poi, compiere un percorso a semicerchio e confluire nel Versa a Begoglio, frazione di Santa Maria della Versa), rio Rile (attraversa i territori dei comuni di Castana e Montescano) e rio Vergombera (discende dall'omonima frazione del comune di Canneto Pavese)[7].
- Torrenti in destra idrografica:
Rio Scarabelli (nasce nei pressi dello spartiacque con la val Tidone, attraversa Volpara e riceve le acque del rio Pasqua, per poi confluire nel Versa nel territorio comunale di Golferenzo), rio Goretta (scorre tra i comuni di Volpara e Golferenzo e trova la sua foce a valle di Versa) e rio Rugolato (nasce nei pressi di Valdamonte, frazione di Santa Maria della Versa, e ha la sua confluenza immediatamente a valle del capoluogo comunale)[7].

## Regime idrologico
Il torrente Versa presenta un bacino idrografico che si estende, includendo tutti i suoi affluenti, per circa 60 km².
Il regime idrologico della Versa è spiccatamente torrentizio, caratterizzato da piene di durata temporale limitata, ma dal consistente battente idrico che si svolgono verso la fine dell'autunno nonché, anche se più raramente, nella stagione primaverile. Al contrario, nei periodi dell'anno in cui le precipitazioni sono più contenute, la portata di acqua si riduce considerevolmente sino ad azzerarsi completamente; questo accade anche a causa del contributo estremamente contenuto delle falde acquifere sotterranee al mantenimento del deflusso del corso d'acqua.